# 韓国経済党
韓国経済党（かんこくけいざいとう、朝鮮語: 한국경제당）は、韓国の保守政党である。2016年3月21日結成。幾度もの改名を経て2020年3月2日に現在の党名となった。

## 概要
韓国経済党は、元国連事務総長の潘基文を次期大統領候補として支持する親潘統一党（しんパンとういつとう、朝鮮語: 친반통일당）として、2016年3月21日に結成された。同年実施の第20代総選挙で小選挙区に2人、比例代表に4人候補を擁立したが、当選させることができなかった。選挙での敗北を受け、11月29日に党名を親潘国民希望連合（しんパンこくみんきぼうれんごう、朝鮮語: 친반국민희망연합）へ変更した。
2017年2月1日、潘基文は第19代大統領選挙に立候補しない考えを明らかにした。潘の意向を受け、親潘国民希望連合は潘の発表直前である1月31日に党名を国民希望党（こくみんきぼうとう、朝鮮語: 국민희망당）へ変更した。その後、4月13日に党名を経済愛国党（けいざいあいこくとう、朝鮮語: 경제애국당）へ再変更の上、大統領候補としてハハグループ会長の呉永國を選出したが、韓国の大統領選挙史上最少の得票数となる6,040票で惨敗した。
第19代大統領選挙以降、呉永國一派が離れてから主だった活動をしてこなかったが、2019年10月29日に党名を国民希望党へ戻した上で、保守政党に転向した。更に、2020年3月2日には「再建」という名目で党名を現行の韓国経済党に変更した。第21代総選挙を直前に控えた3月27日、未来統合党元党員である李恩宰が入党したため、韓国経済党は国会に議席を有する政党となった。
2020年4月15日、予定通りに第21代総選挙が実施され、韓国経済党は改選前議席を全て喪失する敗北を喫した。これにより、韓国経済党はいずれの議会にも議席を持たない弱小政党へ衰退した。

## 選挙結果
| 代     | 年月日        | 結果 | 結果   | 結果      | 結果        | 備考                      |
| 代     | 年月日        | 合計 | 地域区 | 比例 代表 | 政党 得票率 | 備考                      |
| ------ | ------------- | ---- | ------ | --------- | ----------- | ------------------------- |
| 第20代 | 2016年4月13日 | 0    | 0      | 0         | %           | 親潘統一党として参加。    |
| 第21代 | 2020年4月20日 | 0    | 0      | 0         | 0.17%       | 改選挙前の議席数は1議席。 |

| 代     | 年月日       | 候補者名 | 得票（得票率） | 得票（得票率） | 当落         | 備考                   |
| 代     | 年月日       | 候補者名 | 得票数         | 得票率         | 当落         | 備考                   |
| ------ | ------------ | -------- | -------------- | -------------- | ------------ | ---------------------- |
| 第19代 | 2017年5月9日 | 呉永國   | 6,040          | 0.01%          | 落選（13位） | 経済愛国党として参加。 |